# Gran Premio di superbike di Sepang 2016
Il Gran Premio di Superbike di Sepang 2016 è stata la sesta prova su tredici del campionato mondiale Superbike 2016, è stato disputato il 14 e 15 maggio sul circuito di Sepang e in gara 1 ha visto la vittoria di Tom Sykes davanti a Jonathan Rea e Chaz Davies, la gara 2 è stata vinta da Nicky Hayden che ha preceduto Davide Giugliano e Jonathan Rea.
La vittoria nella gara valevole per il campionato mondiale Supersport 2016 è stata ottenuta da Ayrton Badovini.

## Risultati

### Gara 1

#### Arrivati al traguardo
| Pos. | Nº | Pilota               | Squadra                  | Motocicletta       | Giri | Tempo     | Griglia | Punti |
| ---- | -- | -------------------- | ------------------------ | ------------------ | ---- | --------- | ------- | ----- |
| 1º   | 66 | Tom Sykes            | Kawasaki Racing          | Kawasaki ZX-10R    | 16   | 33'30.487 | 1º      | 25    |
| 2º   | 1  | Jonathan Rea         | Kawasaki Racing          | Kawasaki ZX-10R    | 16   | +5.600    | 3º      | 20    |
| 3º   | 7  | Chaz Davies          | Aruba.it Racing - Ducati | Ducati Panigale R  | 16   | +8.039    | 5º      | 16    |
| 4º   | 81 | Jordi Torres         | Althea BMW Racing        | BMW S1000 RR       | 16   | +17.666   | 8º      | 13    |
| 5º   | 22 | Alex Lowes           | Pata Yamaha              | Yamaha YZF R1      | 16   | +18.613   | 2º      | 11    |
| 6º   | 34 | Davide Giugliano     | Aruba.it Racing - Ducati | Ducati Panigale R  | 16   | +19.871   | 9º      | 10    |
| 7º   | 60 | Michael van der Mark | Honda World Superbike    | Honda CBR1000RR SP | 16   | +24.120   | 10º     | 9     |
| 8º   | 69 | Nicky Hayden         | Honda World Superbike    | Honda CBR1000RR SP | 16   | +25.461   | 4º      | 8     |
| 9º   | 13 | Anthony West         | Pedercini Racing         | Kawasaki ZX-10R    | 16   | +32.989   | 11º     | 7     |
| 10º  | 2  | Leon Camier          | MV Agusta Reparto Corse  | MV Agusta 1000 F4  | 16   | +35.464   | 12º     | 6     |
| 11º  | 25 | Joshua Brookes       | Milwaukee BMW            | BMW S1000 RR       | 16   | +39.437   | 14º     | 5     |
| 12º  | 17 | Karel Abraham        | Milwaukee BMW            | BMW S1000 RR       | 16   | +39.860   | 16º     | 4     |
| 13º  | 99 | Luca Scassa          | VFT Racing               | Ducati Panigale R  | 16   | +46.721   | 17º     | 3     |
| 14º  | 12 | Javier Forés         | Barni Racing             | Ducati Panigale R  | 16   | +52.634   | 15º     | 2     |
| 15º  | 16 | Joshua Hook          | Grillini Racing          | Kawasaki ZX-10R    | 16   | +1'10.599 | 18º     | 1     |
| 16º  | 9  | Dominic Schmitter    | Grillini Racing          | Kawasaki ZX-10R    | 16   | +1'19.352 | 21º     |       |
| 17º  | 11 | Saeed Al Sulaiti     | Pedercini Racing         | Kawasaki ZX-10R    | 16   | +1'21.034 | 19º     |       |
| 18º  | 4  | Gianluca Vizziello   | Team GoEleven            | Kawasaki ZX-10R    | 16   | +1'51.315 | 23º     |       |
| 19º  | 10 | Imre Tóth            | Team Tóth                | Yamaha YZF R1      | 15   | +1 giro   | 20º     |       |

#### Ritirati
| Nº  | Pilota              | Squadra           | Motocicletta    | Giri | Griglia |
| --- | ------------------- | ----------------- | --------------- | ---- | ------- |
| 21  | Markus Reiterberger | Althea BMW Racing | BMW S1000 RR    | 12   | 6º      |
| 32  | Lorenzo Savadori    | IodaRacing        | Aprilia RSV4 RF | 9    | 7º      |
| 15  | Alex De Angelis     | IodaRacing        | Aprilia RSV4 RF | 7    | 13º     |
| 119 | Paweł Szkopek       | Team Tóth         | Yamaha YZF R1   | 6    | 22º     |

### Gara 2

#### Arrivati al traguardo
| Pos. | Nº  | Pilota               | Squadra                  | Motocicletta       | Giri | Tempo     | Griglia | Punti |
| ---- | --- | -------------------- | ------------------------ | ------------------ | ---- | --------- | ------- | ----- |
| 1º   | 69  | Nicky Hayden         | Honda World Superbike    | Honda CBR1000RR SP | 16   | 37'04.047 | 4º      | 25    |
| 2º   | 34  | Davide Giugliano     | Aruba.it Racing - Ducati | Ducati Panigale R  | 16   | +1.254    | 9º      | 20    |
| 3º   | 1   | Jonathan Rea         | Kawasaki Racing          | Kawasaki ZX-10R    | 16   | +3.684    | 3º      | 16    |
| 4º   | 7   | Chaz Davies          | Aruba.it Racing - Ducati | Ducati Panigale R  | 16   | +5.720    | 5º      | 13    |
| 5º   | 13  | Anthony West         | Pedercini Racing         | Kawasaki ZX-10R    | 16   | +15.989   | 11º     | 11    |
| 6º   | 60  | Michael van der Mark | Honda World Superbike    | Honda CBR1000RR SP | 16   | +19.979   | 10º     | 10    |
| 7º   | 15  | Alex De Angelis      | IodaRacing               | Aprilia RSV4 RF    | 16   | +20.028   | 13º     | 9     |
| 8º   | 66  | Tom Sykes            | Kawasaki Racing          | Kawasaki ZX-10R    | 16   | +23.011   | 1º      | 8     |
| 9º   | 2   | Leon Camier          | MV Agusta Reparto Corse  | MV Agusta 1000 F4  | 16   | +24.045   | 12º     | 7     |
| 10º  | 21  | Markus Reiterberger  | Althea BMW Racing        | BMW S1000 RR       | 16   | +25.139   | 6º      | 6     |
| 11º  | 12  | Javier Forés         | Barni Racing             | Ducati Panigale R  | 16   | +25.208   | 15º     | 5     |
| 12º  | 25  | Joshua Brookes       | Milwaukee BMW            | BMW S1000 RR       | 16   | +25.835   | 14º     | 4     |
| 13º  | 81  | Jordi Torres         | Althea BMW Racing        | BMW S1000 RR       | 16   | +26.757   | 8º      | 3     |
| 14º  | 32  | Lorenzo Savadori     | IodaRacing               | Aprilia RSV4 RF    | 16   | +30.729   | 7º      | 2     |
| 15º  | 16  | Joshua Hook          | Grillini Racing          | Kawasaki ZX-10R    | 16   | +1'05.347 | 18º     | 1     |
| 16º  | 4   | Gianluca Vizziello   | Team GoEleven            | Kawasaki ZX-10R    | 16   | +1'17.761 | 23º     |       |
| 17º  | 99  | Luca Scassa          | VFT Racing               | Ducati Panigale R  | 16   | +1'18.121 | 17º     |       |
| 18º  | 119 | Paweł Szkopek        | Team Tóth                | Yamaha YZF R1      | 16   | +1'31.412 | 22º     |       |
| 19º  | 9   | Dominic Schmitter    | Grillini Racing          | Kawasaki ZX-10R    | 16   | +2'07.000 | 21º     |       |
| 20º  | 11  | Saeed Al Sulaiti     | Pedercini Racing         | Kawasaki ZX-10R    | 16   | +2'08.836 | 19º     |       |
| 21º  | 10  | Imre Tóth            | Team Tóth                | Yamaha YZF R1      | 15   | +1 giro   | 20º     |       |

#### Ritirati
| Nº | Pilota        | Squadra       | Motocicletta  | Giri | Griglia |
| -- | ------------- | ------------- | ------------- | ---- | ------- |
| 22 | Alex Lowes    | Pata Yamaha   | Yamaha YZF R1 | 12   | 2º      |
| 17 | Karel Abraham | Milwaukee BMW | BMW S1000 RR  | 0    | 16º     |

### Supersport

#### Arrivati al traguardo
| Pos. | Nº  | Pilota              | Squadra                         | Motocicletta        | Giri | Tempo     | Griglia | Punti |
| ---- | --- | ------------------- | ------------------------------- | ------------------- | ---- | --------- | ------- | ----- |
| 1º   | 86  | Ayrton Badovini     | Gemar Balloons - Team Lorini    | Honda CBR600RR      | 14   | 33'22.944 | 6º      | 25    |
| 2º   | 63  | Zulfahmi Khairuddin | Orelac Racing VerdNatura        | Kawasaki ZX-6R      | 14   | +0.050    | 5º      | 20    |
| 3º   | 4   | Gino Rea            | GRT Racing                      | MV Agusta F3 675    | 14   | +0.980    | 3º      | 16    |
| 4º   | 2   | Patrick Jacobsen    | Honda World Supersport          | Honda CBR600RR      | 14   | +1.250    | 4º      | 13    |
| 5º   | 111 | Kyle Smith          | CIA Landlord Insurance Honda    | Honda CBR600RR      | 14   | +5.035    | 15º     | 11    |
| 6º   | 1   | Kenan Sofuoğlu      | Kawasaki Puccetti Racing        | Kawasaki ZX-6R      | 14   | +8.234    | 1º      | 10    |
| 7º   | 16  | Jules Cluzel        | MV Agusta Reparto Corse         | MV Agusta F3 675    | 14   | +17.802   | 7º      | 9     |
| 8º   | 21  | Randy Krummenacher  | Kawasaki Puccetti Racing        | Kawasaki ZX-6R      | 14   | +20.300   | 2º      | 8     |
| 9º   | 25  | Alex Baldolini      | Race Department ATK#25          | MV Agusta F3 675    | 14   | +21.563   | 14º     | 7     |
| 10º  | 64  | Federico Caricasulo | Bardahl Evan Bros. Honda Racing | Honda CBR600RR      | 14   | +26.285   | 11º     | 6     |
| 11º  | 11  | Christian Gamarino  | Team GoEleven                   | Kawasaki ZX-6R      | 14   | +34.528   | 13º     | 5     |
| 12º  | 44  | Roberto Rolfo       | Factory Vamag                   | MV Agusta F3 675    | 14   | +36.763   | 8º      | 4     |
| 13º  | 87  | Lorenzo Zanetti     | MV Agusta Reparto Corse         | MV Agusta F3 675    | 14   | +41.450   | 12º     | 3     |
| 14º  | 81  | Luke Stapleford     | Profile Racing                  | Triumph Daytona 675 | 14   | +59.487   | 17º     | 2     |
| 15º  | 78  | Hikari Ōkubo        | CIA Landlord Insurance Honda    | Honda CBR600RR      | 14   | +59.835   | 16º     | 1     |
| 16º  | 41  | Aiden Wagner        | GRT Racing                      | MV Agusta F3 675    | 14   | +1'00.234 | 21º     |       |
| 17º  | 69  | Ondřej Ježek        | Team GoEleven                   | Kawasaki ZX-6R      | 14   | +1'08.221 | 9º      |       |
| 18º  | 71  | Christoffer Bergman | CIA Landlord Insurance Honda    | Honda CBR600RR      | 14   | +1'10.306 | 20º     |       |
| 19º  | 83  | Lachlan Epis        | Response RE Racing              | Kawasaki ZX-6R      | 14   | +1'34.536 | 22º     |       |
| 20º  | 35  | Stefan Hill         | CIA Landlord Insurance Honda    | Honda CBR600RR      | 14   | +1'35.852 | 23º     |       |
| 21º  | 10  | Nacho Calero        | Orelac Racing VerdNatura        | Kawasaki ZX-6R      | 14   | +2'02.637 | 19º     |       |

#### Ritirati
| Nº | Pilota        | Squadra                      | Motocicletta     | Giri | Griglia |
| -- | ------------- | ---------------------------- | ---------------- | ---- | ------- |
| 88 | Nicolás Terol | Schmidt Racing               | MV Agusta F3 675 | 13   | 10º     |
| 19 | Kevin Wahr    | Gemar Balloons - Team Lorini | Honda CBR600RR   | 1    | 18º     |